# 真壁治幹
真壁 治幹（まかべ はるもと、文正元年7月16日（1466年8月26日） - 天文8年2月6日（1539年2月24日））は、戦国時代初期の武将。常陸国の国人領主。真壁郡真壁城城主。真壁尚幹の子。子に真壁家幹がいる。通称は右衛門佐、後に安芸守。
父の尚幹（後に久幹と改名後、出家して真楽斎・道瑚と称する）が出家後も真壁氏の実権を握っていたこともあり、当主としての本格的活動は永正4年（1507年）の尚幹没後になる。黒田基樹は小田政治の姉が治幹の室であったとするが、中根正人は婚姻の裏付けになる史料はないと懐疑的な見方を示す一方で政治の父である小田成治から偏諱を受ける関係であったとしている。
永正の乱における古河公方家の内紛に際して、初め足利政氏方に付いていたが永正11年（1514年）頃に小田政治を誘って足利高基方に寝返った。ただし、中根正人は治幹と政氏の親交がその後も続いていることを指摘して、高基方への転身は後継者である家幹の主導で、真壁氏の家督交替もそれに伴ったものであった可能性があるとしている。